# Rocco Robert Shein
Rocco Robert Shein, né le 14 juillet 2003 à Tallinn, est un footballeur international estonien qui évolue au poste de milieu de terrain au Fredrikstad FK.

## Biographie
Né à Tallinn, la capitale estonienne, Rocco Robert Shein est issu d'une famille de sportifs, son père ayant été basketteur, tandis que du côté de sa mère, son oncle et son grand père — respectivement Toomas (en) et Vahur Proovel — étaient lutteurs,.

### Carrière en club

#### Débuts au FC Flora (2020-2021)
Ayant commencé à jouer au football au Tallinna Kalev, Rocco Robert Shein rejoint le centre de formation du FC Flora, en 2016.
Shein fait ses débuts professionnels avec les Tallinnois le 22 novembre 2020, remplaçant Markus Poom à la 75e minute d'une victoire 3-0 à l'extérieur contre Nõmme Kalju, en Meistriliiga.
Il fait sa première apparition sur la scène européenne le 10 août 2021, entrant en jeu lors du match de qualification à la Ligue Europa contre Omonia, dans un parcours qui finira par qualifier le FC Flora pour la première édition de la Ligue Europa Conférence.

#### Prêt et transfert au FC Utrecht (depuis 2022)
Le 31 janvier 2022, Shein est prêté avec option d'achat au Jong Utrecht — l'équipe réserve du FC Utrecht qui évolue en Eerste Divisie — avec laquelle il fait ses débuts en championnat pour le club le 4 février suivant, lors d'une défaite 2-0 contre Volendam. Il inscrit son premier but lors du match suivant, une victoire 3-2 contre Helmond Sport.
Fort de ses bonnes performances en deuxième division, Shein fait ses débuts avec l'équipe première de l'Utrecht le 29 avril 2022, se voyant titularisé au milieu de terrain lors d'une victoire 1-0 à domicile en Eredivisie, contre le NEC. Il devient alors seulement le septième estonien à jouer au plus haut niveau des Pays-Bas.
Le mois suivant, alors qu'il vient d'être convoqué en équipe d'Estonie, Shein voit son option d'achat levée par le club d'Utrecht, étant ainsi lié au club de première division néerlandaise jusqu'en 2025,,,.

### Carrière en sélection

#### Équipes de jeunes
Rocco Robert Shein connait ses premières sélections avec l'Estonie en moins de 16 ans, étant notamment titulaire lors d'une victoire 3-1 contre l'Irlande du Nord en 2018,, dans une équipe aux performances déjà prometteuses.
Mais c'est surtout avec l'équipe des moins de 17 ans estonienne que Shein va connaitre ses meilleures performances en 2019, au sein d'une équipe estonienne destinée à jouer son premier euro de catégorie l'année suivante, qui doit avoir lieu en Estonie,. Aux côtés de joueurs comme Maksim Paskotši, Martin Vetkal, Sten Jakob Viidas ou Danil Kuraksin, il fait ainsi partie d'une génération qui va connaitre plusieurs succès retentissants.
Dès février 2019, avec l'Euro en ligne de mire, les Estoniens glanent en effet une première victoire de prestige, l'emportant 2-0 contre l'équipe B des Pays-Bas en match non officiel. Le mois suivant, son équipe obtient une victoire 2-1 contre la France, cette fois en match officiel, face à des joueurs de haut profil, comme Elye Wahi, Édouard Michut, Matthis Abline, Florent Da Silva (en), Rocco Ascone (en), Soumaïla Coulibaly ou encore Félix Lemaréchal,.
Ayant remporté haut la main un tournoi quadrangulaire contre la Lituanie, les Îles Féroé et le Liechtenstein en avril,, Shein et ses coéquipiers enregistrent une nouvelle victoire significative le 27 août 2019 contre la Suède d'Emil Roback (en), Markus Björkqvist, Edwin Andersson (en) et Jesper Tolinsson (en), remportant ce match amical 3-1 après avoir été initialement menés au score.
Pour conclure cette année féconde, les moins de 17 ans estoniens participent à un autre tournoi amical avec le Portugal, l'Espagne et la Slovénie : si l'équipe de Shein et Paskotši commence par deux défaites 2-0, elle parvient tout de même à arracher une victoire 3-2 contre la sélection espagnole du capitaine Israel Salazar (en), qui est alors une des plus cotées d'Europe — comptant dans ses rangs des joueurs comme Hugo Novoa, Javi Serrano, Nico Serrano ou Álex Balde — et qui remporte malgré tout ce tournoi à quatre équipes,.
Mais le parcours de cette équipe des moins de 17 ans s'arrête là, l'Euro prévu en Estonie en 2020 étant finalement annulé à cause de la pandémie de covid-19 et Shein ne fera son retour sur la scène internationale qu'avec l'équipe espoir, dont il devient un des éléments les plus en vue,.

#### Équipe senior
Rocco Robert Shein est appelé pour la première fois en équipe d'Estonie senior en mai 2022,,, retournant néanmoins dans un premier temps jouer avec l'équipe espoir,.
Il fait finalement ses débuts internationaux seniors le 13 juin 2022, remplaçant Markus Poom dans les dernières minutes d'un match nul et vierge en amical contre l'Albanie,.

## Style de jeu
Joueur « physiquement et techniquement très capable »,, Rocco Robert Shein a été formé au poste d'attaquant avant de se replacer au milieu de terrain. Il évolue préférentiellement dans un registre de box-to-box, mais également comme milieu défensif plus reculé, malgré un profil tourné vers l'attaque, avec un jeu agressif et créatif .
Milieu polyvalent, il cite comme ses modèles absolus Frenkie de Jong et Kevin De Bruyne.

## Palmarès
| FC Flora Tallinn - Championnat d'Estonie (1) - Champion en 2020 - Supercoupe d'Estonie (1) - Vainqueur en 2021 |